# Sphaeropleales
Sphaeropleales, red zelenih algi u razredu Chlorophyceae. Postoji 912 vrsta u dvadesetak porodica. Ime je došlo po rodu Sphaeroplea.

## Porodice
1. Family Ankistrodesmaceae 	1
2. Bracteacoccaceae Tsarenko 16
3. Bracteamorphaceae Fuciková, P.O.Lewis & L.A.Lewis 1
4. Characiaceae (Nägeli) Wittrock 73
5. Chromochloridaceae Fuciková, P.O.Lewis & L.A.Lewis 1
6. Cylindrocapsaceae Wille 10
7. Dictyochloridaceae Fuciková, P.O.Lewis & L.A.Lewis 2
8. Dictyococcaceae Fuciková, P.O.Lewis & L.A.Lewis 3
9. Hydrodictyaceae Dumortier 128
10. Microsporaceae Bohlin 29
11. Mychonastaceae Fuciková, P.O.Lewis & L.A.Lewis 22
12. Neochloridaceae Ettl & Komárek 26
13. Pseudomuriellaceae Fuciková, P.O.Lewis & L.A.Lewis 4
14. Radiococcaceae Fott ex P.C.Silva 84
15. Rotundellaceae Fuciková, P.O.Lewis & L.A.Lewis 1
16. Scenedesmaceae Oltmanns 346
17. Schizochlamydaceae Fuciková, P.O.Lewis & L.A.Lewis 5
18. Schroederiaceae Fuciková, P.O.Lewis & L.A.Lewis 7
19. Selenastraceae Blackman & Tansley 117
20. Sphaeropleaceae Kützing 24
21. Sphaeropleales incertae sedis 1
22. Treubariaceae (Korshikov) Fott 10
23. Tumidellaceae Fuciková, P.O.Lewis & L.A.Lewis 1